# تریستان دینگوم
تریستان دینگوم (انگلیسی: Tristan Dingomé؛ زادهٔ ۱۷ فوریهٔ ۱۹۹۱) بازیکن فوتبال اهل فرانسه است.
از باشگاه‌هایی که در آن بازی کرده‌است می‌توان به باشگاه فوتبال لو آور و باشگاه فوتبال موناکو اشاره کرد.